# Ceroxylon

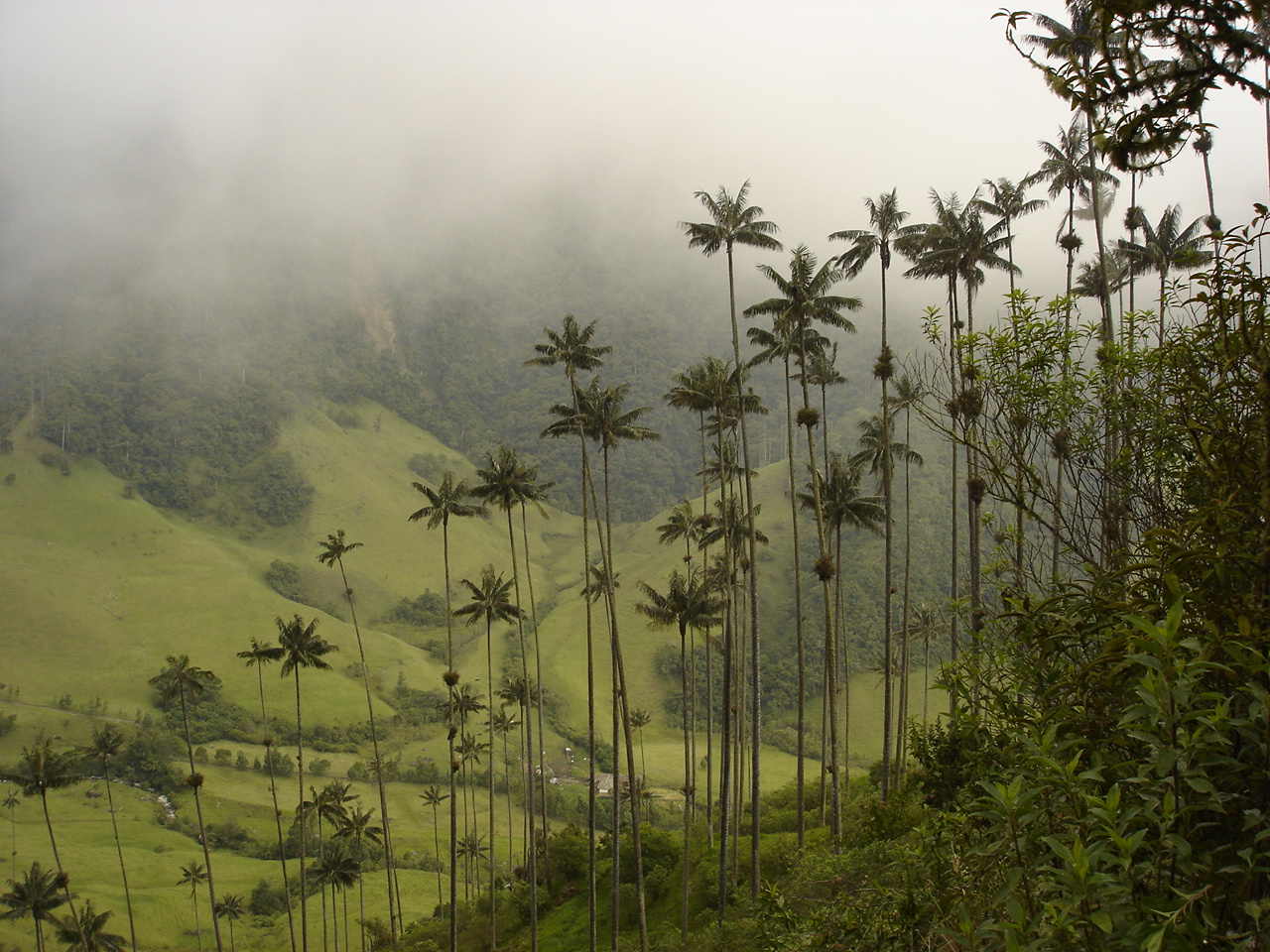
Ceroxylon quindiuense, loài cọ cao nhất thế giới

Ceroxylon, hay chi Cọ sáp, là một chi thực vật có hoa trong họ Cau, có nguồn gốc từ dãy Andes thuộc Venezuela, Colombia, Ecuador, Peru và Bolivia, được gọi chung là cọ sáp Andean.
Các thành viên trong chi này hầu như phát triển trên vùng núi cao, và là những loài mọc ở nơi cao nhất trong họ nhà Cau, hơn 3000 m so với mặt nước biển. Ceroxylon quindiuense, là loài cọ cao nhất trong họ Cau, và cũng được ghi nhận là loài thực vật một lá mầm cao nhất trên thế giới.

## Mô tả
Các thành viên trong chi Ceroxylon thường có chiều cao nằm trong khoảng 3 đến 60 mét và có đường kính từ 6 đến 60 cm. Thân của Ceroxylon màu xanh lá, có sáp phủ, bao quanh vỏ cây là những vòng sẹo lá. Lớp sáp phủ thân nếu mỏng sẽ làm thân cây có màu nâu hơi xanh (điển hình là Ceroxylon parvum và Ceroxylon vogelianum); nếu dày thì thân sẽ có màu xám bạc (Ceroxylon quindiuense và Ceroxylon ventricosum).
Rễ của Ceroxylon là rễ chùm, quấn thành một bó dày đặc bên dưới lòng đất. Rễ già có màu nâu, trong khi rễ non có màu kem sáng. Các rễ cạn thường lộ ra khỏi mặt đất do sự xói mòn đất trên các sườn đồi dốc, trong khi rễ gốc không được nhìn thấy.
Lá của Ceroxylon có thể dày đặc hoặc thưa thớt, tùy theo từng loài, có hình lông chim. Lá của những cây con thường lớn và có nhiều gai hơn so với những cây trưởng thành. Lá có xu hướng rụng đi hoàn toàn khi sắp già, ngoại trừ Ceroxylon pityrophyllum, Ceroxylon ceriferum, và Ceroxylon parvum là vẫn còn giữ lại lá úa trên cây.
Hoa mọc thành cụm, đơn tính, các nhánh hoa rũ xuống, được bọc trong một lá bắc. Hoa thường có 4 hoặc 5 cánh. Nhị hoa và nhụy hoa có màu kem trắng trong thời kỳ ra hoa, như sau đó nhụy sẽ chuyển sang màu xanh và hình thành trái, trong khi nhị sẽ ngả vàng và héo đi. Quả hình cầu, đường kính hơn 2 cm, có 1 - 2 hạt màu nâu, vỏ màu đỏ hoặc đỏ cam, cùi thịt màu vàng. Có hai loại quả dựa vào lớp vỏ của nó, trơn láng hoặc có mụn cơm. 

## Công dụng
Quả của Ceroxylon là nguồn thức ăn của các loài dơi và các loài chim như vẹt, sẻ, đặc biệt là các chim họ Toucan. Thân chết của các cây cọ sáp, đặc biệt là C. ceriferum, là nơi lý tưởng để các loài vẹt và toucan làm tổ. Ngoài ra, loài gấu Andes (Tremarctos ornatus) thường trèo lên những cây thấp để ăn phần lõi của cây.
Người dân cũng nấu chín những cuống hoa non để làm thực phẩm. Quả của C. echinulatum và C. vogelianum có thể ăn được, trong khi lá của C. parvifrons được dùng để lợp nhà. Xưa kia, sáp của những cây cọ này được khai thác để làm đèn cầy (nến). Ở Peru (vùng Amazonas), việc khai thác sáp vẫn tồn tại, và thường diễn ra vào tháng 10, dùng để làm đuốc và nến trong lễ hội của địa phương.

## Các loài

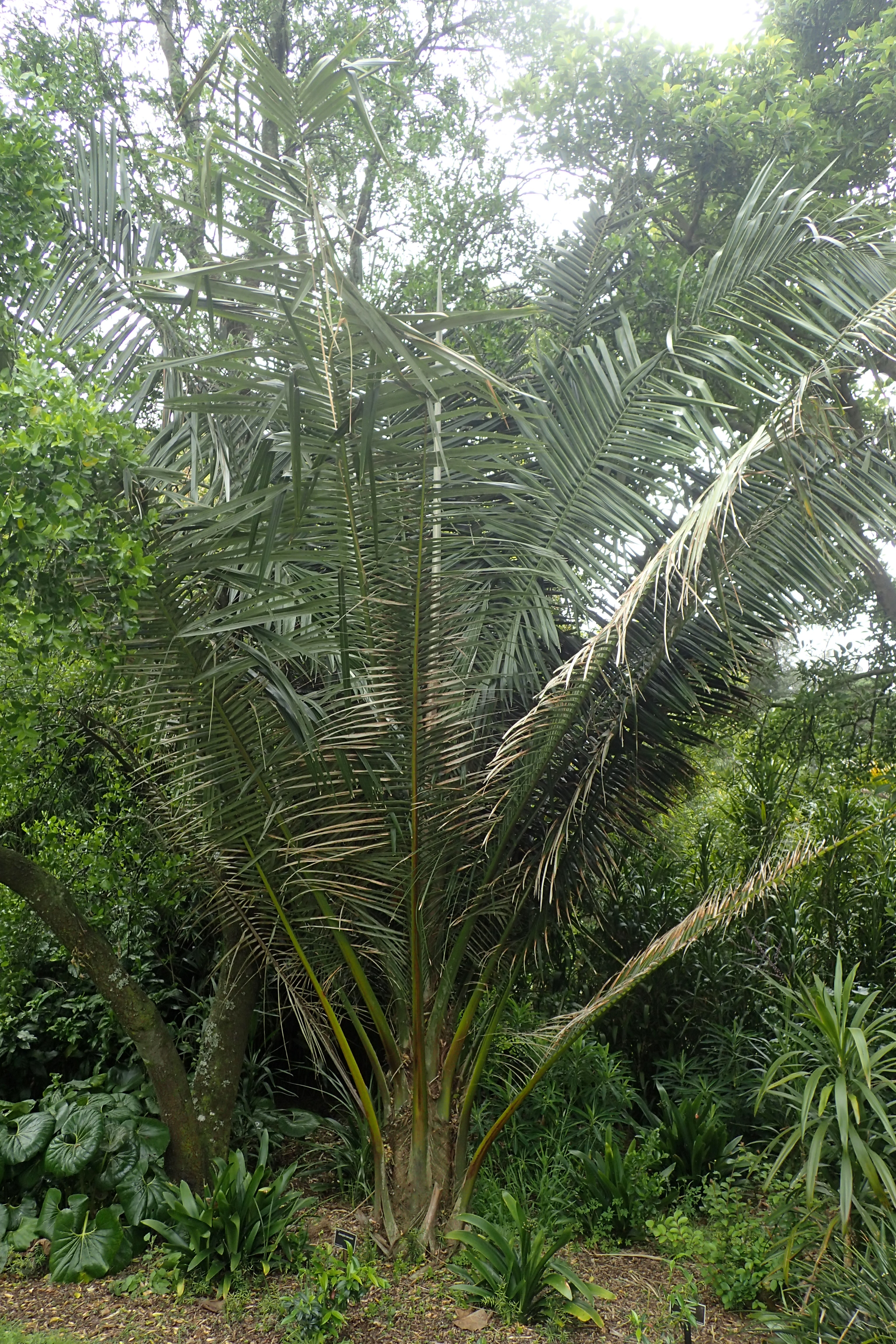
Ceroxylon ceriferum

Những loài sau đây được xếp vào chi Cọ sáp (Ceroxylon):
1. Ceroxylon alpinum
2. Ceroxylon amazonicum
3. Ceroxylon ceriferum
4. Ceroxylon echinulatum
5. Ceroxylon parvifrons
6. Ceroxylon parvum
7. Ceroxylon peruvianum
8. Ceroxylon pityrophyllum
9. Ceroxylon quindiuense
10. Ceroxylon sasaimae
11. Ceroxylon ventricosum
12. Ceroxylon vogelianum